# Milan Duškov
Milan Duškov (ur. 1950 w Belgradzie, zm. 25 marca 2009 w Toruniu) – serbski tłumacz i reżyser, mieszkający w Polsce.

## Życiorys
Ukończył studia reżyserskie na Wydziale Sztuk Dramatycznych uniwersytetu w Belgradzie. W latach 70. przyjeżdżał wielokrotnie do Polski, współpracując z wrocławskim Teatrem Współczesnym i teatrem Jerzego Grotowskiego. W 1995 osiadł w Polsce na stałe. Od roku 2000 pracował jako lektor języka serbskiego na Wydziale Filologicznym Uniwersytetu Mikołaja Kopernika w Toruniu.
Od lat 70. zajmował się promocją polskiej dramaturgii na scenach Jugosławii, tłumacząc na język serbski literaturę polską. Czytelnikom serbskim przybliżył twórczość Pawła Huellego, Jerzego Pilcha, Wojciecha Kuczoka, Joanny Olczak-Ronikier, Hanny Samson i Andrzeja Sapkowskiego. Jedna z postaci występujących w powieści Pawła Huellego Ostatnia wieczerza nosi imię i cechy Duškova.
W czasie pracy w Toruniu wspólnie ze studentami przygotowywał przekłady pisarzy serbskich na język polski. Przekłady ukazywały się w serii „Biblioteka Balkan”. Był autorem podręcznika do nauki języka serbskiego i założycielem zespołu muzyczno-wokalnego Bałkany śpiewają.
Zmarł na zawał serca. Po liturgii w kościele prawosławnym pochowany 28 marca 2009 na cmentarzu św. Jerzego w Toruniu.

## Przekłady na język polski
- 2002: Vojislav Despotov, Europa numer dwa
- 2006: Vuk Drašković, Rosyjski konsul
- 2006: Goran Petrović, Sklepik „Pod szczęśliwą ręką”
- 2007: David Albahari, Götz i Meyer